# Hishimonus mayarami
Hishimonus mayarami är en insektsart som beskrevs av Rama Subba Rao och K. Ramakrishnan 1990. Hishimonus mayarami ingår i släktet Hishimonus och familjen dvärgstritar. Inga underarter finns listade i Catalogue of Life.